# Stuntman: Ignition
Stuntman: Ignition est un jeu vidéo de course et d'action développé par Paradigm Entertainment et édité par THQ en 2007 sur  PlayStation 2, PlayStation 3 et Xbox 360. Il s'agit de la suite de Stuntman (2002).

## Système de jeu

### Généralités
Le joueur doit effectuer à chaque fois les cascades d'une scène d'un film. Il doit faire exactement ce que lui dit le coordinateur de cascade afin d'éviter les ratages. Il a alors droit à cinq ratages avant de recommencer la prise. S'il réussit la scène, il sera alors noté grâce à un système d'étoile. Il peut gagner jusqu’à 5 étoiles représentant les points gagnés pendant la scène.  

### Arène
Dans Stuntman: Ignition, ainsi que dans le premier épisode, le joueur peut créer ses propres séries de cascades grâce à l'arène. Au fur et à mesure de l'avancement du jeu, il peut débloquer de nouveaux accessoires pour réaliser des sauts ou des effets spéciaux de plus en plus époustouflant. Malheureusement, il y a une limite d'éléments à mettre qu'on ne peut pas dépasser et aucun cheat code ne peut y remédier. Il y a trois différentes arènes dans Stuntman : Ignition : le sol en terre battue, le sol en glace et un circuit de course automobile.
La nouveauté par rapport au premier Stuntman, est qu'il y a des défis de construction. C'est-à-dire que le joueur doit construire un parcours bien précis et doit le jouer sans faire aucune faute sous peine de recommencer.

### Multiclash
Il n'y a pas seulement le mode solo où l'on est obligé de réaliser ses cascades seul. Il y a aussi le mode multiclash (multijoueurs) avec qui on peut jouer soit avec plusieurs manettes sur une seule console ou jouer en ligne via internet ou sur le réseau WLAN. Dans ce multiclash se trouve trois catégories :
- « Le combat hors-scène », qui consiste à inscrire le plus de point possible dans un décor de film. Dans cette catégorie là, il faut terminer toutes les cascades de réalisateur, accomplir le maximum de cascades et faire le nombre de tours demandés. Il est possible au joueur d'entrer en collision avec les autres joueurs pour récupérer leurs points.
- « La course Backstage », où le joueur doit faire un meilleur temps et non pas un meilleur score.
- Le « tournoi de cascades » consiste simplement à interpréter le rôle des personnages dans les films comme dans le mode "carrière". Dès que tous les joueurs ont terminé un film, celui qui a gagné le plus de points gagne.

## Accueil
- Jeuxvideo.com : 16/20 (X360)[1] - 15/20 (PS2)[2]